# Libambani Yedibahoma
Libambani Yedibahoma (ur. 13 stycznia 1979) – piłkarz togijski grający na pozycji napastnika.

## Kariera klubowa
W swojej karierze Yedibahoma grał między innymi takich klubach jak: tunezyjski Club Africain Tunis, ghański Liberty Professionals (2002-2005) i omański Al-Nahda Nizwa (2005-2008). Z Al-Nahda wywalczył w 2007 roku mistrzostwo Omanu.

## Kariera reprezentacyjna
W reprezentacji Togo Yedibahoma zadebiutował w 1998 roku. W 1998 roku był w kadrze Togo na Puchar Narodów Afryki 2000. Na nim był rezerwowym i nie rozegrał żadnego spotkania.